# Rangerleder
En rangerleder er i Danmark en medarbejder, der direkte leder en rangering.
Enhver rangerbevægelse skal ledes af én bestemt person, der benævnes rangerlederen. Rangerlederen har ansvaret for rangerbevægelsens førelse og sikkerhed. Rangerlederen skal være lokalkendt i det område, hvor rangeringen finder sted.
Rangerlederen er lokalkendt, når den pågældende har kendskab til:
- SIN
- de lokale sporanlæg, signaler og oversigtsforhold
- hvilke områder, der er omfattet af sikringsanlæg.

Er lokomotivføreren rangerleder, omfatter infrastrukturkendskab til en given banestrækning også lokalkendskab til at udføre rangerbevægelser, som naturligt udføres i forbindelse med godstog eller passagerkørsel i områder omfattet af sikringsanlægget på banestrækningens stationer.